# Championnat de Bulgarie de football 1984-1985
Navigation
Saison précédente Saison suivante
La saison 1984-1985 du Championnat de Bulgarie de football était la 61e édition du championnat de première division en Bulgarie. Les seize meilleurs clubs du pays se retrouvent au sein d'une poule unique, la Vissha Professionnal Football League, où ils s'affrontent deux fois, à domicile et à l'extérieur. À la fin de la saison, les deux derniers du classement sont relégués et remplacés par les deux meilleurs clubs de deuxième division.
Cette saison va une nouvelle fois connaître un dénouement riche en affaires et en rebondissements. Des incidents graves survenus sur la pelouse et dans les tribunes lors de la finale de la Coupe de Bulgarie entre les deux premiers à ce moment du championnat, le Levski-Spartak Sofia et le CSKA Septemvriysko zname Sofia, entraînent des sanctions radicales et immédiates de la part de la Fédération bulgare : les deux clubs sont exclus du championnat alors qu'il ne reste qu'une seule journée à disputer et plusieurs joueurs des deux équipes sont radiés à vie. Les deux équipes sont donc interdites de Coupe d'Europe et par conséquent, il n'y aura aucun représentant bulgare en Coupe des Coupes. C'est donc le 3e du classement final, le Trakia Plovdiv qui est sacré champion de Bulgarie, à égalité de points avec le Lokomotiv Sofia mais avec une meilleure différence de buts.
Les sanctions seront allégées pour les joueurs et les deux clubs concernés qui pourront s'aligner à nouveau la saison prochaine, à condition de changer de nom et de couper (officiellement) les liens avec la police ou l'armée. En 1990, la fédération revient sur sa décision et réintègre le CSKA et le Levski-Spartak au sein du classement de la saison 1984-1985 : le Levski-Spartak récupère son titre de champion (le 6e de l'histoire du club) et le CSKA, celui de vainqueur de la Coupe de Bulgarie.

## Les 16 clubs participants
| - Levski-Spartak Sofia - CSKA Septemvriysko zname Sofia - Etar Veliko Tarnovo - ZhSK-Spartak Varna - PFK Spartak Pleven - Promu de D2 - PFC Slavia Sofia - Chernomorets Burgas - Lokomotiv Sofia | - Pirin Blagoevgrad - Promu de D2 - Dunav Ruse - Promu de D2 - Tcherno More Varna - Trakia Plovdiv - Botev Vratsa - PFC Minyor Pernik - Promu de D2 - Beroe Stara Zagora - PFC Sliven |

## Compétition

### Classement
Le barème utilisé pour établir le classement a été modifié puisqu'un match nul 0-0 ne rapporte aucun point aux deux équipes. Il est donc le suivant :
- Victoire : 2 points
- Match nul : 1 point
- Défaite ou match nul 0-0 : 0 point

| Rang | Équipe                         | Pts | J  | G  | N | P  | Bp | Bc | Diff |
| ---- | ------------------------------ | --- | -- | -- | - | -- | -- | -- | ---- |
| 1    | Levski-Spartak Sofia           | 40  | 30 | 18 | 6 | 6  | 66 | 37 | +29  |
| 2    | CSKA Septemvriysko zname Sofia | 36  | 30 | 15 | 7 | 8  | 66 | 36 | +30  |
| 3    | Trakia Plovdiv                 | 33  | 30 | 15 | 5 | 10 | 68 | 32 | +36  |
| 4    | Lokomotiv Sofia                | 33  | 30 | 13 | 8 | 9  | 45 | 41 | +4   |
| 5    | Pirin Blagoevgrad              | 31  | 30 | 12 | 7 | 11 | 42 | 43 | -1   |
| 6    | Botev Vratsa                   | 29  | 30 | 13 | 3 | 14 | 48 | 42 | +6   |
| 7    | PFC Slavia Sofia               | 29  | 30 | 14 | 2 | 14 | 49 | 48 | +1   |
| 8    | Etar Veliko Tarnovo            | 28  | 30 | 14 | 1 | 15 | 49 | 50 | -1   |
| 9    | PFC Spartak Pleven             | 27  | 30 | 11 | 7 | 12 | 47 | 52 | -5   |
| 10   | Cherno More Varna              | 26  | 30 | 11 | 7 | 12 | 41 | 45 | -4   |
| 11   | PFC Sliven                     | 26  | 30 | 11 | 5 | 14 | 41 | 45 | -4   |
| 12   | Beroe Stara Zagora             | 26  | 30 | 11 | 5 | 14 | 41 | 51 | -10  |
| 13   | Dunav Ruse                     | 26  | 30 | 10 | 7 | 13 | 39 | 51 | -12  |
| 14   | ZhSK-Spartak Varna             | 26  | 30 | 11 | 4 | 15 | 35 | 49 | -14  |
| 15   | PFC Minyor Pernik              | 25  | 30 | 11 | 5 | 14 | 32 | 65 | -33  |
| 16   | Chernomorets Burgas            | 21  | 30 | 8  | 5 | 17 | 35 | 57 | -22  |

|  | Qualification pour la Coupe des clubs champions 1985-1986                                |
|  | Qualification pour la Coupe UEFA 1985-1986                                               |
|  | Qualification pour la Coupe Intertoto 1985                                               |
|  | Relégation en deuxième division                                                          |
|  | T : Tenant du titre C : Vainqueur de la Coupe de Bulgarie P : Promu de deuxième division |

## Bilan de la saison
| Championnat de Bulgarie de football 1984-1985 |                                 |
| Champion                                      | Levski-Spartak Sofia (6e titre) |
| Coupes et trophées                            |                                 |
| Vainqueur de la Coupe de Bulgarie 1984-1985   | CSKA Septemvriysko zname Sofia  |
| Qualifications continentales                  |                                 |
| Coupe des clubs champions 1985-1986           | Trakia Plovdiv                  |
| Coupe des Coupes 1985-1986                    | Aucun                           |
| Coupe UEFA 1985-1986                          | Lokomotiv Sofia                 |
| Coupe UEFA 1985-1986                          | Pirin Blagoevgrad               |
| Coupe Intertoto 1985                          | Lokomotiv Sofia                 |
| Coupe Intertoto 1985                          | Chernomorets Burgas             |
| Promotions et relégations                     |                                 |
| Promus en Vissha PFL                          | Lokomotiv Plovdiv               |
| Promus en Vissha PFL                          | Akademik Svishtov               |
| Relégués en B PFL                             | PFC Minyor Pernik               |
| Relégués en B PFL                             | Chernomorets Burgas             |